# Gwyneth Ho
Gwyneth Ho est une femme politique pro-démocratie et une journaliste hongkongaise, née le 24 août 1990. 

## Biographie
Elle est connue pour avoir couvert les manifestations de 2019-2020 à Hong Kong, avant d'être elle-même victime de violences en juillet 2019, par un contre-manifestant. En 2020, elle est candidate aux primaires des élections législatives hongkongaises de 2021, scrutin organisé par l'opposition au régime de Pékin, durant lesquelles elle arrive en première place. Cette opération électorale est considérée comme relevant de la « subversion » par les autorités pro-Pékin.
En janvier 2021, elle est arrêtée avec plusieurs autres personnalités pro-démocraties, dont Tiffany Yuen, James To, Andrew Wan, Lam Cheuk Ting, Ng Kin-wai et Robert Chung, pour avoir participé à ces primaires.